# Karl Ludwig von Weitzel
Karl Ludwig von Weitzel (* 23. September 1821 in Magdeburg; † 16. Februar 1881 in Osterwein) war ein ostpreußischer Rittergutsbesitzer und Politiker.

## Leben
Karl Ludwig von Weitzel war der älteste Sohn des Kriegsrats und Leutnants a. D. Ludwig Weitzel, Gutsbesitzer auf Mudersbach, und der Wilhelmine verwitwete Türcke, geborene Coqui aus Magdeburg. Die erste Ehefrau des Vaters hieß Ferdinande Thielecke. Seine hessische Nobilitierung wurde im Dezember 1860 vollzogen, seine preußische Adelsanerkennung folgte zu Baden-Baden im Sommer 1861. Er selbst besuchte das Domgymnasium in Magdeburg. Er studierte Rechtswissenschaft und Cameralia in Bonn und Berlin. 1841 wurde er Mitglied des Corps Palatia Bonn. Nach dem Studium widmete er sich der Landwirtschaft, zunächst in der Altmark und seit 1856 auf seinem Gut Osterwein im Landkreis Osterode in Ostpreußen.
Von 1866 bis 1867 war Karl Ludwig von Weitzel Mitglied des Preußischen Abgeordnetenhauses. Von 1867 bis 1871 war er Abgeordneter des Reichstagswahlkreises Regierungsbezirk Königsberg 8 im Reichstag des Norddeutschen Bundes. Hierdurch war er auch von 1868 bis 1870 Mitglied des Zollparlaments. Er gehörte der Konservativen Partei an.
Karl Ludwig war seit 1851 zu Magdeburg mit Luise Türcke verheiratet. Der älteste Sohn war Reinhard Weitzel von Mudersbach, Tochter Katharina wurde 1856 geboren, Tochter Elisabeth 1859. Der jüngste Sohn Oberleutnant a. D. Wilhelm Weitzel von Mudersbach (* 1861 Osterwein; † 1935 Breslau) und gründete zweimal mit Elisabeth Frey eine Familie, geschieden zuletzt 1919, drei Söhne. Sie lebten vor 1940 auf dem ostpreußischen Gut Warglitten bei Wittigwalde.